# Phyllonorycter linifoliella
Phyllonorycter linifoliella är en fjärilsart som först beskrevs av Charles E. Rungs 1942.  Phyllonorycter linifoliella ingår i släktet guldmalar, och familjen styltmalar.
Artens utbredningsområde är Marocko. Inga underarter finns listade i Catalogue of Life.